# Damian Czykier
Damian Czykier (* 10. August 1992 in Białystok) ist ein polnischer Leichtathlet, der sich auf den 110-Meter-Hürdenlauf spezialisiert hat und über diese Distanz aktuell Inhaber des Landesrekordes ist.

## Sportliche Laufbahn
Erste internationale Erfahrungen sammelte Damian Czykier im Jahr 2015, als er bei den Halleneuropameisterschaften in Prag im 60-Meter-Hürdenlauf bis in das Halbfinale gelangte und dort mit 7,75 s ausschied. Olympischen Sommerspielen in Rio de Janeiro. Im Juli nahm er erstmals an der Sommer-Universiade in Gwangju teil und belegte dort über 110 Meter Hürden in 13,72 s den vierten Platz. Im Jahr darauf wurde er bei den Europameisterschaften in Amsterdam in 13,40 s Vierer und qualifizierte sich auch für die Olympischen Spiele in Rio de Janeiro, bei denen er mit 13,50 s im Halbfinale ausschied. 2017 scheiterte er bei den Halleneuropameisterschaften in Belgrad mit 7,65 s im Vorlauf über 60 Meter Hürden und im Sommer schied er bei den Weltmeisterschaften in London mit 13,42 s im Halbfinale aus. Kurz darauf gewann er bei den Studentenweltspielen in Taipeh in 13,56 s die Bronzemedaille hinter dem Ungarn Balázs Baji und Chen Kuei-ru aus Taiwan. Im Jahr darauf erreichte er bei den Hallenweltmeisterschaften in Birmingham das Halbfinale, in dem er mit 7,78 s ausschied. Anschließend wurde er bei den Europameisterschaften in Berlin in 13,38 s erneut Vierter.
2019 schied er bei den Halleneuropameisterschaften in Glasgow mit 7,77 s im Halbfinale über 60 Meter Hürden aus und belegte mit der polnischen 4-mal-400-Meter-Staffel in 3:08,40 min den vierten Platz. Ende September reiste er zu den Weltmeisterschaften in Doha, verzichtete dort aber kurzfristig auf einen Start. 2021 erreichte er bei den Halleneuropameisterschaften in Toruń nach 7,63 s Rang sechs. Bei den World Athletics Relays Anfang Mai im heimischen Chorzów wurde er in 56,68 s Zweiter in der Hürden-Pendelstaffel hinter der Mannschaft aus Deutschland. Anfang August gelangte er bei den Olympischen Spielen in Tokio bis ins Halbfinale und schied dort mit 13,63 s aus. 2022 erreichte er bei den Hallenweltmeisterschaften in Belgrad das Semifinale über 60 Meter Hürden und schied dort mit 7,61 s aus. Im Juli gelangte er bei den Weltmeisterschaften in Eugene bis ins Finale und belegte dort in 13,32 s den vierten Platz. Anschließend schied er bei den Europameisterschaften in München mit 13,99 s im Halbfinale aus. 2023 kam er bei den Halleneuropameisterschaften in Istanbul mit 7,95 s nicht über den Vorlauf über 60 Meter Hürden hinaus und im August schied er bei den Weltmeisterschaften in Budapest mit 13,97 s im Halbfinale über 110 Meter Hürden aus. Im Jahr darauf kam er bei den Europameisterschaften in Rom im Finale nicht ins Ziel, ehe er bei den Olympischen Sommerspielen in Paris mit 13,71 s in der Hoffnungsrunde ausschied.
2025 kam er bei den Halleneuropameisterschaften in Apeldoorn mit 7,70 s nicht über den Vorlauf über 60 m Hürden hinaus.
In den Jahren von 2016 bis 2023 wurde Czykier polnischer Meister im 110-Meter-Hürdenlauf sowie 2012 und 2013, 2016 und 2017 sowie 2019 auch in der 4-mal-100-Meter-Staffel. Zudem wurde er von 2017 bis 2021 jedes Jahr Hallenmeister über 60 Meter Hürden. Sein Vater Dariusz war als Fußballspieler aktiv und seine Mutter Elżbieta Stankiewicz ist eine ehemalige Basketballspielerin.

## Persönliche Bestzeiten
- 110 m Hürden: 13,25 s (+1,3 m/s), 11. Juni 2022 in Suwałki (polnischer Rekord)
  - 60 m Hürden (Halle): 7,48 s, 22. Februar 2022 in Toruń